# Nyugati nikátor
A nyugati nikátor vagy szürketorkú bülbül (Nicator chloris) a verébalakúak (Passeriformes) rendjébe, ezen belül a Nicatoridae családba és a Nicator nembe tartozó, 20-23 centiméter hosszú madárfaj. Angola, Benin, Bissau-Guinea, Dél-Szudán, Elefántcsontpart, Egyenlítői-Guinea, Gabon, Gambia, Ghána, Guinea, Kamerun, a Kongói Demokratikus Köztársaság, a Kongói Köztársaság, a Közép-afrikai Köztársaság, Libéria, Mali, Nigéria, Sierra Leone, Szenegál, Tanzánia, Togo és Uganda szubtrópusi, trópusi alacsonyan fekvő nedves, mocsaras erdőiben él. Rovarokkal, apró gerincesekkel, gyümölcsökkel táplálkozik.

## Fordítás
- Ez a szócikk részben vagy egészben  a   Western nicator című angol Wikipédia-szócikk ezen változatának fordításán alapul.  Az eredeti cikk szerkesztőit annak laptörténete sorolja fel. Ez a jelzés csupán a megfogalmazás eredetét és a szerzői jogokat jelzi, nem szolgál a cikkben szereplő információk forrásmegjelöléseként.